# موترة المفاتيح
مُوَتِّرَة المفاتيح أو (نقحرة: كلافيكورد) (Clavichord) هو الجد الأكبر لآلة البيانو والتي طورت لتصبح آلة البيانو الحالية. وقد جرى التوصل الى هذه الآلة بعد عدة تطورات عرفتها بعض الآلات الوترية مثل البسالتري والدوليسيمرالي الشكل الذي وصلت اليه هذه الآلة في حوالي عام 1300. ومُوَتِّرة المفاتيح هي آلة مهمة لأنها أول آلة لها مفاتيح مشاركة للأوتار في دور متكامل مثل الموجودة في البسالتري والدوليسيمر في شكل متكامل لإصدار الصوت من الآلة .ونجد داخل مُوَتِّرة المفاتيح قطعة معدنية تسمي المماس لنبر الأوتار لتحدث اهتزازات. وفي اللحظة التي يلامس بها الأوتار وعلي ذلك كما في البسالتري والدوليسيمر وأنت فقط بمجرد أن تضغط علي المفتاح لتحريك هذا الجزء المعدني يصدر الصوت من الاله. وبعد مضي أعوام على سنة 1700 فقد أصبحت مُوَتِّرة المفاتيح أكثر شعبية. ولكن الموسيقيون كانوا غير سعداء بنبر الأوتار .